# وحدة قلطية

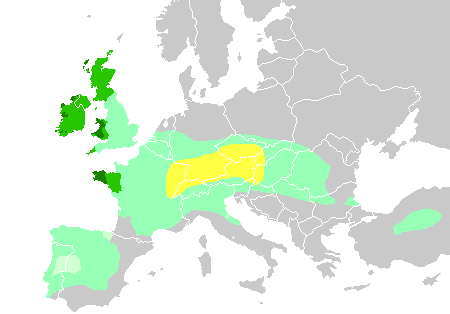
الكلت في أوروبا

الوحدة القلطية (بالأيرلندية: Pan-Cheilteachas وباللغة الغيلية الإسكتلندية: Pan-Cheilteachas وبالويلزية: Pan-Geltaidd)، والمعروفة أيضًا باسم القلطية أو القومية القلطية هي حركة سياسية واجتماعية وثقافية تدعو إلى التضامن والتعاون بين الأمم القلطية (جزأيها الغايل والبريطونيون كلتيون) والقلط الحديث في شمال غرب أوروبا. تنادي بعض المنظمات القلطية بانفصال الدول القلطية عن المملكة المتحدة وفرنسا وتشكيل دولتهم الفيدرالية المنفصلة معًا، بينما يدافع البعض الآخر ببساطة عن تعاون وثيق للغاية بين دول القلط المستقلة ذات السيادة على شكل قومية بريتونية، وقومية كورنيشية، وقومية أيرلندية، وقومية مانكسية، وقومية إسكتلندية، وقومية ويلزية.
نمت حركة الوحدة القلطية بشكل مشابه لحركات القومية الشاملة الأخرى مثل الوحدة الأمريكية، والوحدة العربية، ورابطة الشعوب الجرمانية، والوحدة الإسبانية، والقومية الإيرانية، والقومية اللاتينية، والقومية السلافية، والقومية الطورانية، وغيرها، من القومية الرومانسية وحركات النهضة القلطية الخاصة بها. كانت حركة الوحدة القلطية هي الأبرز خلال القرنين التاسع عشر والعشرين (حوالي 1838 حتى 1939). حدثت بعض الاتصالات المبكرة لحركة الوحدة القلطية من خلال مهرجانات غورسيد وايستيدفود، وبدأ المؤتمر القلطي السنوي في عام 1900. منذ ذلك الوقت أصبحت الرابطة القلطية الوجه البارز لحركات الوحدة القلطية. ركزت المبادرات إلى حد كبير على التعاون الثقافي القلطي، بدلًا من السياسة بشكل صريح، مثل مهرجانات الموسيقى والفنون والأدب.

## المصطلح
يوجد بعض الجدل حول مصطلح القلطيين. أحد الأمثلة على ذلك هو أزمة انضمام غاليسيا إلى التحالف القلطي. شكل ذلك نقاشًا حول قبول منطقة غاليسيا الإسبانية. رُفض الطلب على أساس عدم وجود لغة قلطية.
يدعي بعض النمساويين أن لديهم تراثًا قلطيًا تحول للاتينية في ظل الحكم الروماني ثم للألمانية بعد الغزوات الجرمانية. النمسا هي موقع أول ثقافة قلطية مميزة في الوجود. بعد ضم النمسا من قبل ألمانيا النازية في عام 1938، أجرى كاتب من الصحافة الأيرلندية في أكتوبر 1940 مقابلة مع الفيزيائي النمساوي إروين شرودنغر الذي تحدث عن التراث القلطي للنمساويين، قائلًا «أعتقد أن هناك علاقة أعمق بيننا النمساويين والقلط، فأسماء الأماكن في جبال الألب النمساوية من أصل قلطي».
تستخدم منظمات مثل الكونجرس القلطي والرابطة القلطية تعريف «الأمة القلطية» بأنها أمة ذات تاريخ حديث ولغة قلطية تقليدية.

## مكافحة القلطية
ظهرت حركة بين بعض علماء الآثار، الإنجليز بشكل أساسي، والمعروفة باسم «التشكك القلطي» منذ أواخر الثمانينيات وحتى التسعينيات. سعت هذه المدرسة الفكرية، التي بدأها جون كوليس، إلى تقويض أساس القلط والتشكيك في شرعية المفهوم ذاته أو بأي استخدام لمصطلح «قلطي». عادى هذا الجهد الفكري بشكل خاص جميع الأدلة باستثناء الأدلة الأثرية. عارض هؤلاء العلماء كرد فعل جزئي على تصاعد الميول القلطية وصف شعب العصر الحديدي في بريطانيا بأنهم بريطانيون قلط، ولم يعجبهم استخدام عبارة قلطي في وصف عائلة اللغة القلطية. وقف كوليس، وهو رجل إنكليزي من جامعة كامبريدج، ضد منهجية الأستاذ الألماني غوستاف كوسينا وكان معاديًا للقلط كهوية عرقية تلتحم في مفهوم النسب والثقافة واللغة (زاعمًا أن هذا أمر «عنصري»). وقف كوليس ضد استخدام الأدب الكلاسيكي والأدب الأيرلندي كمصدر لفترة العصر الحديدي. خلال فترة النقاش حول تاريخية القلط القدماء، صرح جون تي كوخ «نجت الحقيقة العلمية التي تحل الجدل القلطي من خلال عائلة اللغات القلطية».
لم يكن كوليس الشخص الوحيد في هذا المجال. الشخصان الآخران الأكثر بروزًا في معاداة القلطية هما: مالكولم تشابمان مع كتابه «القلط: كيف تشكلت الأسطورة» لعام 1992 وسيمون جيمس من جامعة ليستر مع كتابه «القلط الأطلسي: شعب قديم أم دعوة حديثة؟» لعام 1999. انخرط جيمس بشكل خاص في حوار ساخن مع فينسينت ميجاو (وزوجته روث) على صفحات مجلة أنتيكويتي. اشتبه بعض الأشخاص مثل ميغواس (مع آخرين مثل بيتر بيرسفورد إليس) بوجود أجندة ذات دوافع سياسية. كان ذلك نتيجة تأثره بالاستياء القومي الإنجليزي والقلق من تراجع الإمبراطورية البريطانية بحسب فرضية المنظرين المتشككين بالقلط (مثل تشابمان ونيك ميريمان وجي دي هيل) وأن موقفه المناهض للقلط كان رد فعل على تشكيل البرلمان الإسكتلندي والجمعية الويلزية. من جانبه، تقدم جيمس للدفاع عن زملائه المتشككين في القلط، مدعيًا أن رفضهم لفكرة القلط كان بدوافع سياسية، لكنه تذرع بـ «التعددية الثقافية» وسعى إلى تفكيك الماضي وتصوره على أنه «أكثر تنوعًا»، بدلًا من كونه قلطيًا فقط.
بذلت «بعثة هارفارد الأثرية إلى أيرلندا» محاولات لتحديد العرق القلطي المميز في الثلاثينيات، بقيادة إيرنيست هوتون، والتي استخلصت الاستنتاجات التي احتاجتها الحكومة الراعية لها. كانت النتائج غامضة ولم تصمد أمام التدقيق، ولم يتابعها أحد بعد عام 1945. تشير الدراسات الجينية التي أجراها ديفيد رايش إلى أن المناطق القلطية شهدت ثلاثة تغيرات سكانية رئيسية، وأن المجموعة الأخيرة في العصر الحديدي التي تحدثت باللغات القلطية، وصلت حوالي 1000 قبل الميلاد، بعد بناء المعالم الأثرية التي يُفترض أنها قلطية مثل ستونهنج ونيوجرانج. أكد الرايخ أن الجذر الهندي الأوروبي للغات القلطية يعكس تحولًا سكانيًا، ولم يكن مجرد تبنٍّ لغوي.

## المظاهر
تعمل حركات الوحدة القلطية على المستويات التالية المدرجة أدناه:

### اللغويات
تعزز المنظمات اللغوية الروابط اللغوية، خاصة غورسيد في ويلز وكورنوال وبروتاني، ومبادرة كولومبا التي ترعاها الحكومة الأيرلندية بين أيرلندا واسكتلندا. غالبًا ما يكون هناك انقسام بين الأيرلندية الإسكتلندية والمانكس، الذين يتكلمون اللغات القلطية الجودية واللغات الويلزية والكورنيش والبريثونيين الذين يتحدثون اللغات القلطية البريثونية.

### الموسيقى
تعد الموسيقى جانبًا بارزًا من الروابط الثقافية القلطية. اكتسبت المهرجانات القلطية شعبية كبيرة، ومن أبرزها مهرجانات لوريان، وكيلارني، وكيلكيني، وليتركيني، مهرجانات اتصالات القلط في غلاسكو.

### الرياضات

#### المصارعة
يوجد أوجه تشابه عبر أساليب المصارعة القلطية، إذ اقترح العديد من المعلقين أن هذا يشير إلى أنهم يمتلكون أسلوبًا خاصًا بهم.
في العصور الوسطى، كان معروفًا أن «أبطال جزيرة الزمرد (الجزيرة الخضراء أو أيرلندا) التقوا بالكورنيش بانتظام من أجل المصارعة». يُعرف النمط الأيرلندي باسم مصارعة الياقة والكوع ويستخدم «سترة» بنفس طريقة مصارعة الكورنيش. استمر ذلك حتى القرن التاسع عشر عندما كان الأبطال الأيرلنديون يأتون بانتظام إلى لندن لمصارعة أبطال الكورنيش والديفونيين.
يمتلك كورنوال وبروتاني أساليب مصارعة متشابهة (مصارعة كورنيش وجورن على التوالي). حدثت مباريات بين المصارعين، واتبعت هذه الأساليب على مدى قرون. بحسب الفلكلور الشعبي سُويت نزاعات الصيد بين صيادي كورنيش وبريتون بمباريات المصارعة.
بدأت بطولات الوحدة القلطية الرسمية بين كورنوال وبروتاني في عام 1928، لكنها أصبحت أقل تواترًا منذ الثمانينيات.
بدأت بطولة المصارعة القلطية في عام 1985 ضمت جورن وسكوتيش باكولد أو مصارعة كمبرلاند وويستمورلاند وأحيانًا أساليب أخرى مثل مصارعة الكورنيش.
تشمل الفرق التي شاركت في البطولة القلطية للمصارعة:
- بروتاني
- جزر الكناري
- كورنوال
- إنكلترا
- فريسلان
- أيسلندا
- أيرلندا
- ليون
- سالزبورغ
- سردينيا
- اسكتلندا
- السويد